# Anaphes splendens
Anaphes splendens is een vliesvleugelig insect uit de familie Mymaridae. De wetenschappelijke naam is voor het eerst geldig gepubliceerd in 1901 door Meunier.